# Gare de Hornepayne
La  gare de Hornepayne est une gare ferroviaire canadienne sur une ligne du Canadien National (CN). Elle est située à Hornepayne dans le district d'Algoma en Ontario.
C'est une gare créée 1915 par le Canadian Northern Railway, elle devient ensuite une importante gare du Canadien National. Toujours sujette à un important trafic de marchandises, elle n'est plus, pour le service des voyageurs, qu'un simple point d'arrêt desservi, à la demande, par le train Le Canadien de Via Rail Canada.
Le grand bâtiment de 1920 est protégé, depuis 1993, avec le statut de Gare ferroviaire patrimoniale du Canada. La gare est démolie en 2020.

## Situation ferroviaire
Établie à 324 mètres d'altitude, la gare de Hornepayne est située sur une ligne du Canadien National (CN).

## Histoire
La gare est créée en 1915 par le Canadian Northern Railway, elle est alors nommée Fitzbach (Fitzback). C'est en 1920, que la gare comme la localité sont renommées « Hornepayne » en l'honneur de l'homme d'affaires britannique Robert Montgomery Horne-Payne.

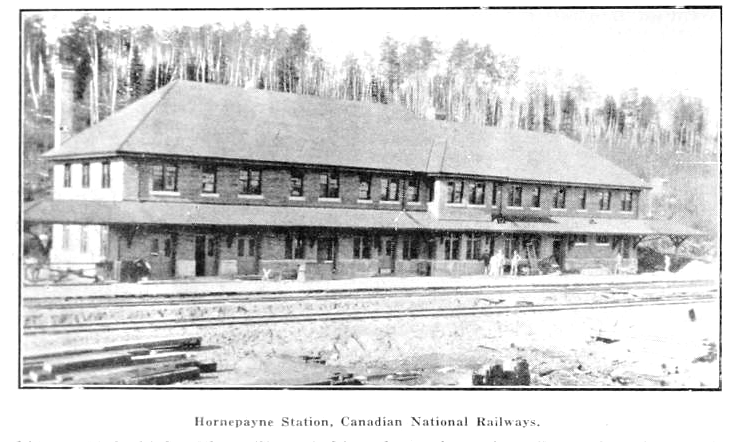
La gare en 1922.

En 1921, le Canadien National (CN), qui a la volonté de conforter son réseau dans cette région du nord de l'Ontario, construit, sur ce site stratégique du fait de sa position géographique, un important bâtiment en brique de deux étages. Ce site ferroviaire, qui est utilisé comme « centre de service et de dépôt de ravitaillement en carburant », dispose notamment d'une grande rotonde, construite en briques et acier, de remises, d'un quai à charbon et d'un complexe de voies ferrées de garages et d'évitements.
En 1951, le CN construit un « bureau de régulation des trains ».

## Service des voyageurs

### Accueil
Point d'arrêt sans personnel. 

### Desserte
Hornepayne est desservie par Le Canadien. Le train ne s'arrête qu'après réservation à Via Rail Canada.

Desserte par Le Canadien
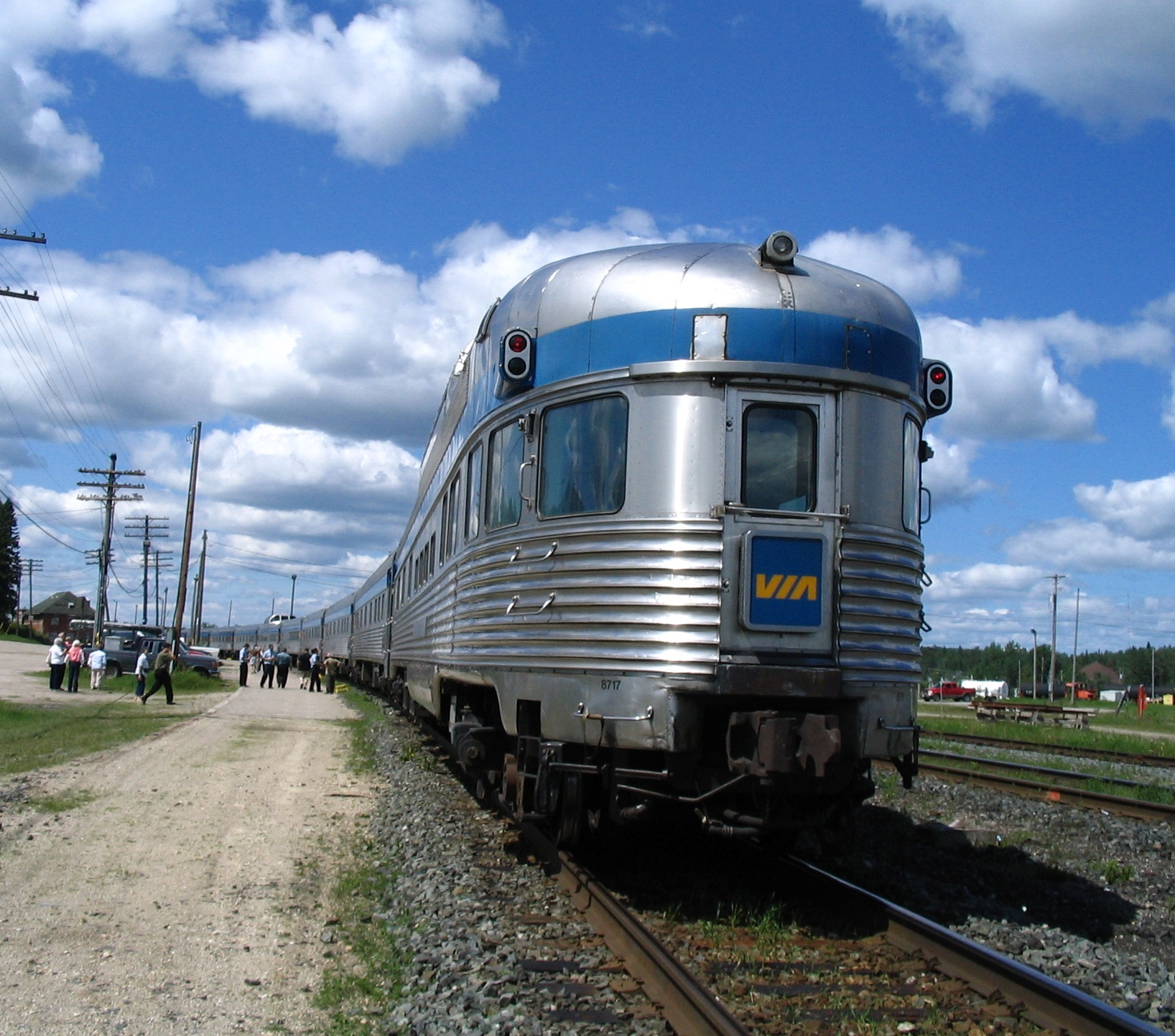
En 2009.
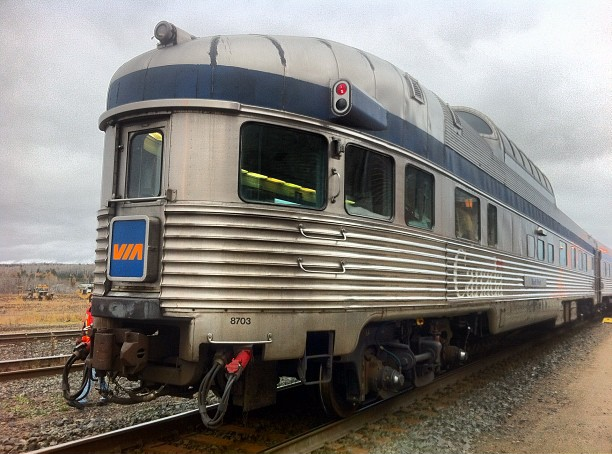
En 2012.
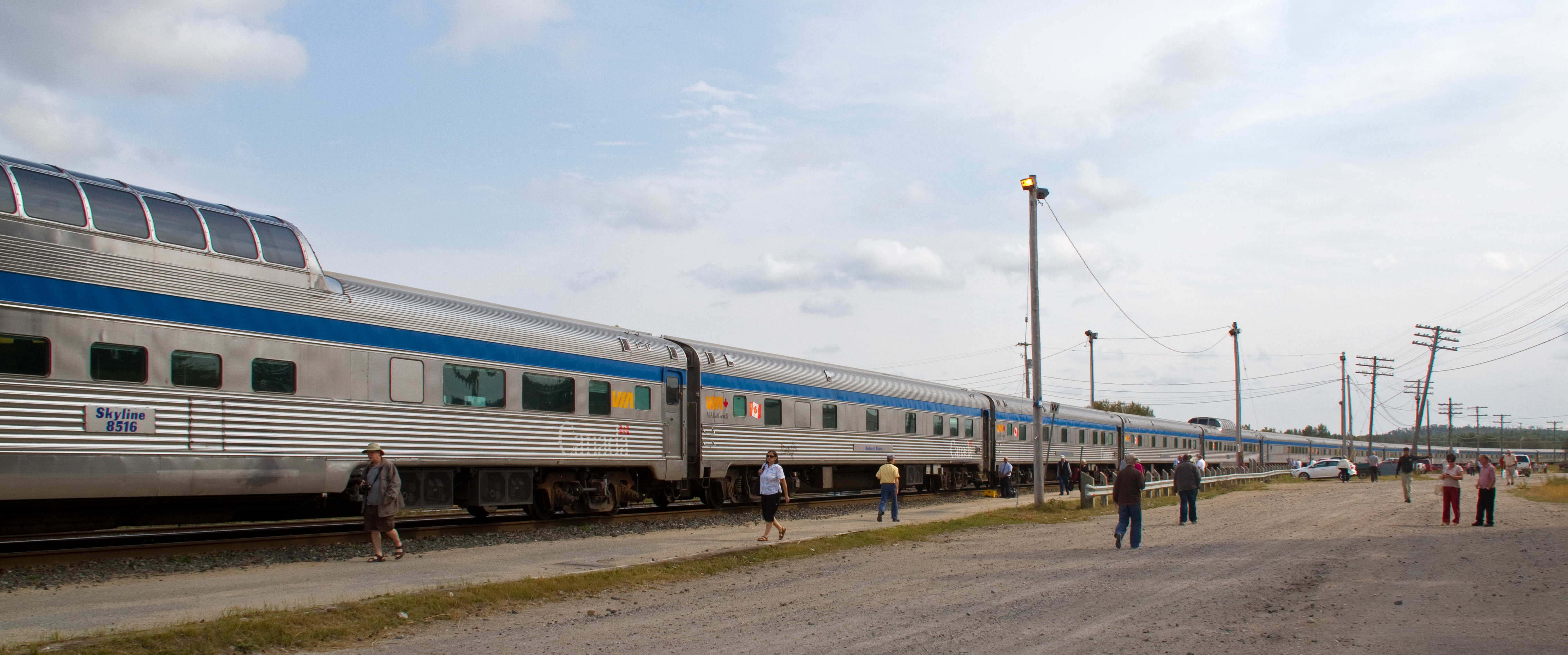
En 2012.

## Service des marchandises
C'est également une gare de marchandises.

## Patrimoine ferroviaire

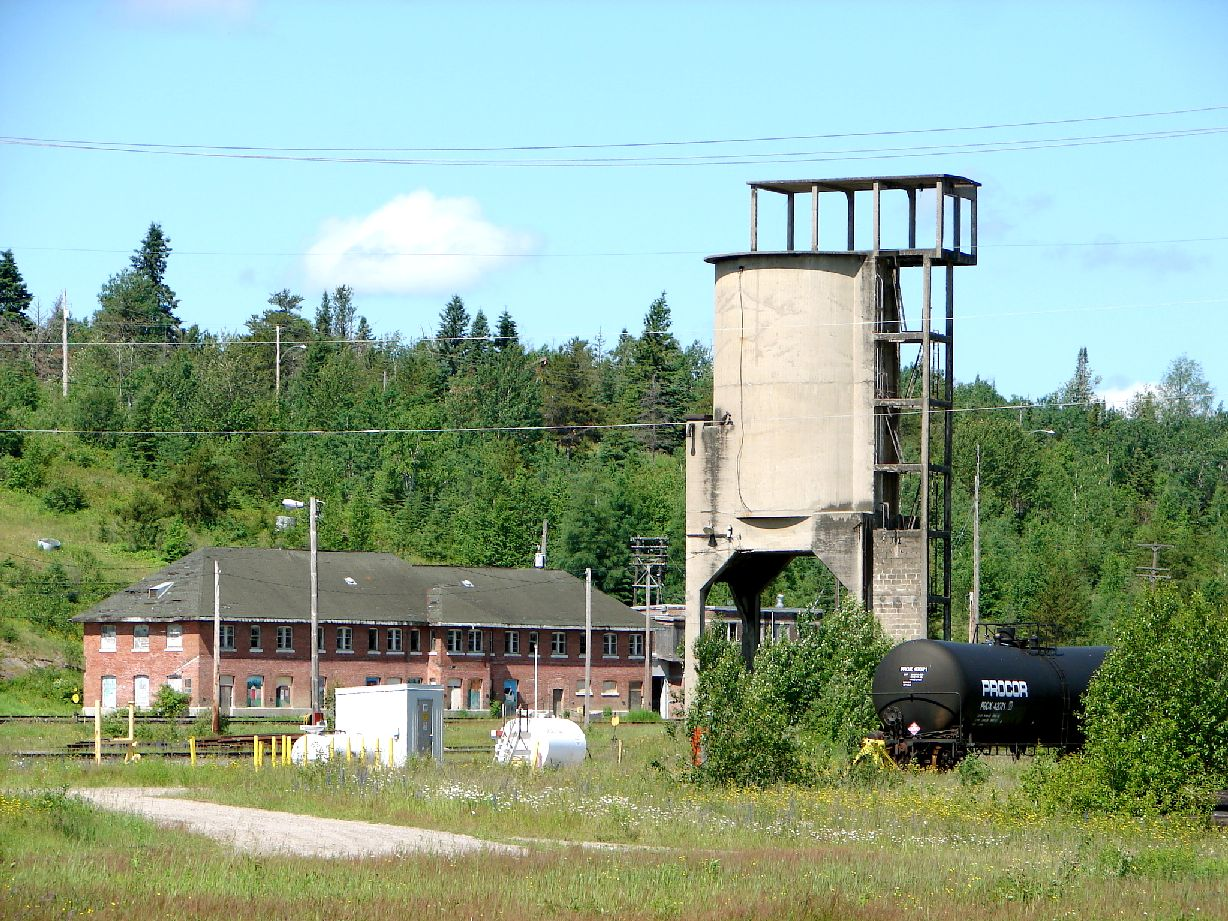
Le bâtiment et le quai à charbon.

Le 4 janvier 1993, le gouvernement du Canada reconnait « gare ferroviaire patrimoniale » le bâtiment construit en 1921. Compte tenu du rôle important de cette gare et d'une construction allongée et simple sur un modèle type caractéristique du Canadien National. Les autres vestiges ferroviaires, présents sur le site de la gare, ne sont pas inclus dans cette protection.
Le 25 février, 2020, le Canadien National demande l’autorisation au ministre responsable de l’Agence Parcs Canada la permission de démolir la gare. Le public a 60 jours pour donner son opposition, indiquant le motif de l’opposition et tout fait pertinent . L'ancienne gare est démolie en octobre 2020 .